# Herb powiatu wałbrzyskiego
Herb powiatu wałbrzyskiego – jeden z symboli powiatu wałbrzyskiego, ustanowiony 31 stycznia 2000.

## Wygląd i symbolika
Herb przedstawia na tarczy dzielonej w słup w polu lewym zielonym połowę złotego stylizowanego dębu (z korzeniami, pięcioma liśćmi i dwoma żołędziami), a w polu prawym złotym połowę czarnego orła z głową skierowaną w prawą stronę (nawiązującego do herbu Śląska i współczesnego herbu Dolnego Śląska). Całość nawiązuje też do herbu Wałbrzycha w latach 1976-1991.